# Michele Serra

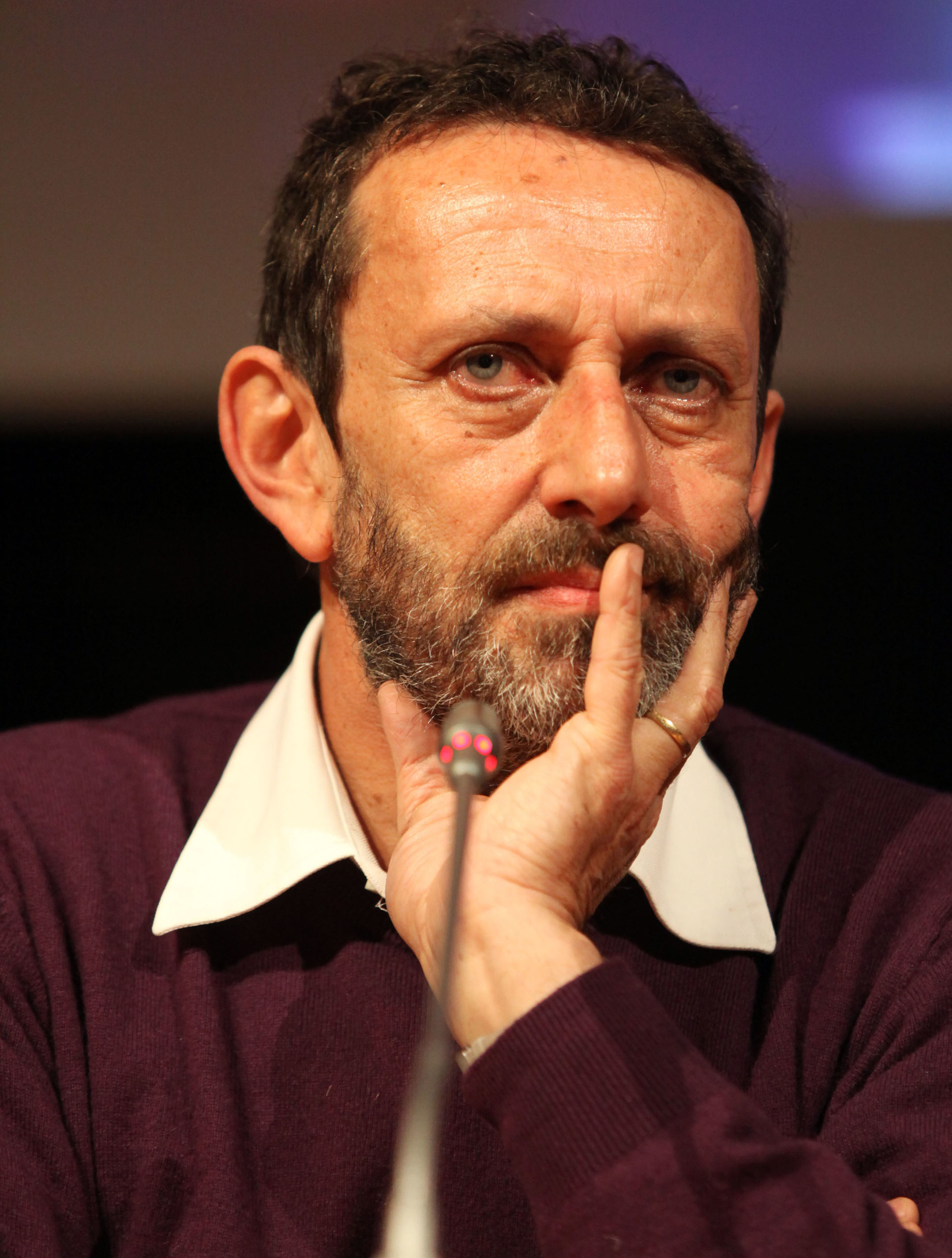
Michele Serra in 2010

Michele Serra (Rome, 13 juli 1954) is een Italiaans schrijver (o.a. van Wacht op mij), journalist en humorist. Rond 1959 verhuisde hij naar Milaan. Eerst haalde hij zijn middelbaar diploma aan de Manzoni middelbare school. In 1975 werkte hij als technicus voor L'Unita. Later werd hij nog redacteur en sportcorrespondent. Ook was hij columnist voor La Repubblica en L'Espresso. In 1986 schreef hij voor L'Unita in de rubriek: "Tango". Hij won er de Prize Forte dei Marmi mee in hetzelfde jaar. Vanaf 1987 begint hij samen te werken met het weekblad Epoca van Mondadori maar drie jaar later verlaat hij dit weekblad. De reden hiervoor is de overname van de uitgeverij door de rechtse Silvio Berlusconi. In 1989 komt Cuore in de plaats van Tango en schrijft hij ook zijn eerste boek dat een kortverhalencollectie is met de naam: Il nuovo che avanza. Serra wordt aangesteld als directeur. Tijdens die periode begon Serra ook optredens en shows te schrijven voor Beppe Grillo. Serra was politiek ook links-geïnspireerd. Hij was lid van Partito Democratico della Sinistra, PDS. In 1991 verliet hij de partij omwille van afwijkende meningen die niet strookten met de partijpunten.
- Bibsys: 3062260
- Biblioteca Nacional de España: XX5409652
- Bibliothèque nationale de France: cb13595392t (data)
- Catàleg d'autoritats de noms i títols de Catalunya: 981058514931406706
- Gemeinsame Normdatei: 119514192
- International Standard Name Identifier: 0000 0001 0997 1127
- Library of Congress Control Number: n90673627
- Nationale Bibliotheek van Tsjechië: pag2008454839
- Nederlandse Thesaurus van Auteursnamen: 074307797
- Istituto Centrale per il Catalogo Unico: CFIV021746
- Système universitaire de documentation: 050819542
- Virtual International Authority File: 90124684
- WorldCat: E39PBJgt9HbvyRRDHrVW3tCbBP